# Rio Falemé
O rio Falemé (Falémé) é um rio na África Ocidental, com cerca de 650 km de extensão. Surge no norte da Guiné e flui na direção a norte-nordeste para o Mali, formando uma pequena porção da fronteira entre a Guiné e o Senegal. Ele vira para o norte e depois forma uma parte da fronteira entre o Mali e o Senegal, antes de se juntar ao rio Senegal, um dos maiores rios da África Ocidental, a 50 km da cidade de Baquel, no Senegal.
O rio Falémé tem cerca de 650 km de extensão e uma bacia de 28.900 km2. Sua nascente fica no norte da Guiné, nas terras altas de Futa Jalom, a uma altitude de 800 m. A maior parte das chuvas nessa região ocorre entre maio e outubro, fazendo o fluxo do rio ser altamente sazonal durante o ano.